# 기무라 노리쿠니
기무라 노리쿠니(일본어: 木村 徳国, 1926년 5월 9일 ~ 1984년 10월 7일)는 일본 일본의 건축사가로, 교토부 다케노군 다이자정 (현재 단고정 다이자) 출신이다.